# FNCコロンビアコーヒー生産者連合会

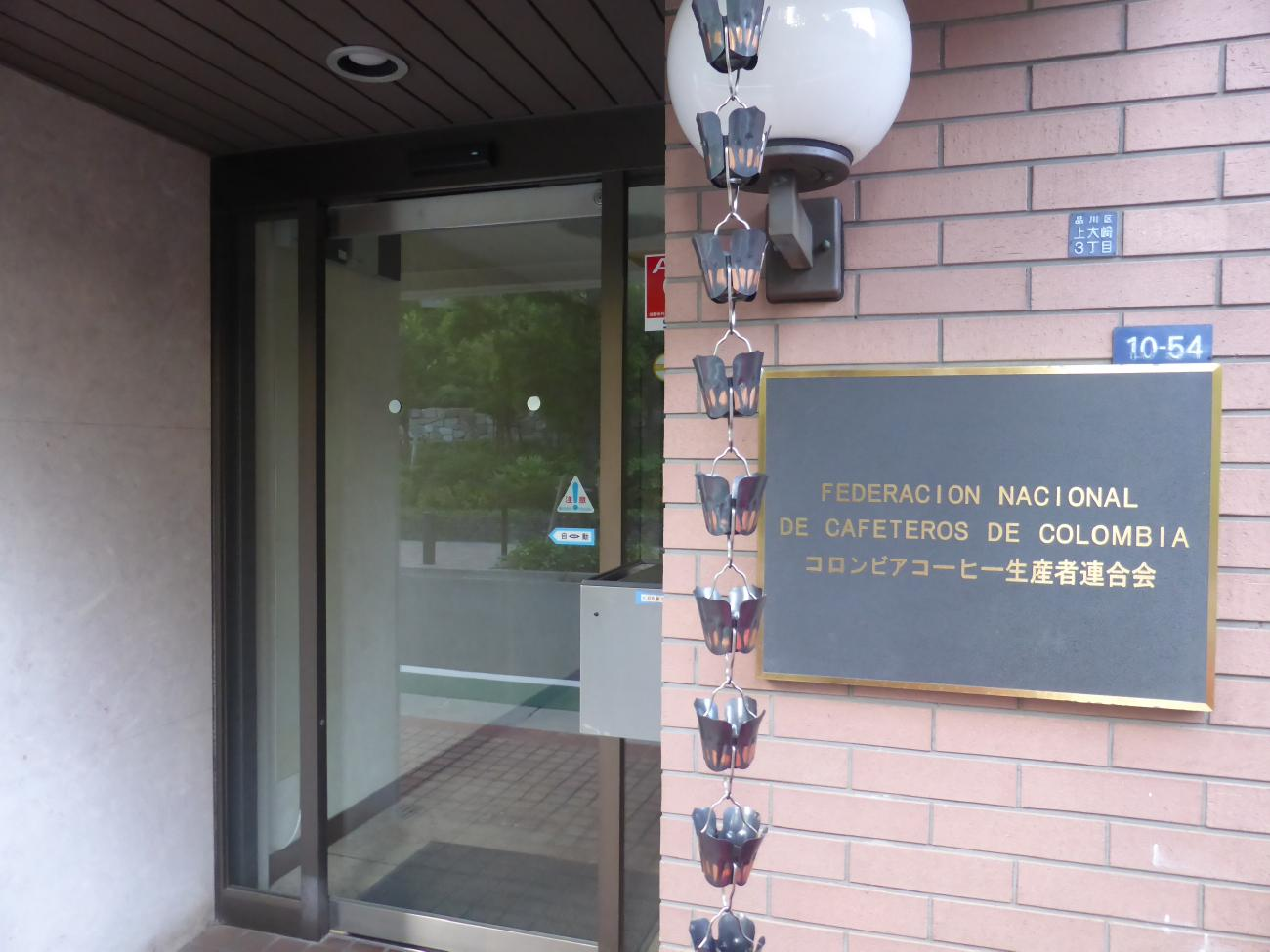
コロンビアコーヒー生産者連合会の駐日事務所

FNC コロンビアコーヒー生産者連合会（FNC コロンビアコーヒーせいさんしゃれんごうかい）は、1927年、コロンビアのコーヒー生産者たちが自らの手によって設立された民主的な組織で、コーヒー生産者（カフェテロ）を代表する非営利団体である。
FNCは"Federación Nacional de Cafeteros de Colombia"の略。日本語では一般的に「コロンビアコーヒー生産者連合会」と訳され、コロンビアコーヒーの生産および輸出を促進する商業組合と位置づけられる。
現在、同国の50万世帯を超えるコーヒー生産者が加盟しており、そのほとんどが家族所有の小規模農園である。

## 目的・活動内容
コーヒー豆の品質および生産者の生活の向上を主な目的に、国内大学への助成や研究機関への資金提供を通じて、
1. コーヒー生産における研究開発の支援
2. 輸出向けコーヒーの品質基準を満たす生産の監督

を行っている。
FNCのすべての営業利益はコーヒー基金に充てられることになっている。その利益によってコロンビアのインフラ改善に必要な多額の投資が可能となり、多くの学校、病院、道路などを建設・提供することで、地域社会に還元されている。
また、1,000人以上の農業アドバイザーをコロンビア国内各地に派遣、品質管理のネットワークを提供している。

## FNCの関連会社

### ALMACAFÉ（アルマカフェ）
コーヒーの輸送と倉庫保管業に特化したFNCの別会社。コロンビアから輸出されるすべてのコーヒーの品質管理を行っている。

### BUENCAFÉ（ブエンカフェ）
FNC付加価値戦略の一環として、1973年以来、世界でも有数の高級インスタントコーヒーメーカーの一つである。世界最大規模のフリーズドライコーヒーで、スプレードライコーヒーやコーヒーエキスも生産している。

### CENICAFÉ（セニカフェ）
様々な科学研究と技術開発を通じてコロンビアコーヒーの適切な競争力と持続可能な農業を応援するため、1938年に設立されたFNCのコーヒー研究センター。施設の主な目的は最新の技術と知識をもってコーヒーの持続可能な生産を促進し、コーヒー自体の品質を維持・向上させることによって、コーヒー生産者のサポートをすることである。

### JUAN VALDEZ®（フアン・バルデス）ブランド
2002年に、FNCコロンビアコーヒー生産者連合会によって設立された。数あるコーヒー製品のブランドの中でも生産者に帰属する唯一のブランド。現在ではコロンビア国内外に約300以上のカフェ店舗を展開しており、高級コーヒー代名詞として北米・南米で知られている。

## エメラルドマウンテン豆
コロンビア産コーヒー豆には多くの種類があるが、その中でエメラルドマウンテン豆は、FNCによって、コロンビアコーヒー全生産量の中で厳選されたわずか3％未満の豆しか認定されない非常に希少な高級豆として知られている。宝石のような希少価値を持つ高級豆だけが、コロンビアの至宝エメラルドとアンデス山脈にちなみ、エメラルドマウンテンと呼ばれる。